# Garliava (przystanek kolejowy)
Garliava – przystanek kolejowy w miejscowości Godlewo, w rejonie kowieńskim, w okręgu kowieńskim, na Litwie. Znajduje się na linii kolejowej Kowno – Kibarty.
Położony jest na południe od Kowna.

## Linie kolejowe
- Kowno – Kibarty